# ノヴェスタ
ノヴェスタ（スロバキア語: Novesta）は、スロバキア共和国のパルチザンスケを拠点とする、シューズ、ゴム製品を製造する企業。また、自社ブランドのスニーカーブランド、NOVESTAを展開している。日本での表記名は「ノヴェスタ」または「ノベスタ」である。
チェコスロバキア時代の1939年に創業し、主にドイツやフランスのブランドのOEM工場としての役割を担ってきたが、近年では自社ブランドの展開が徐々に拡大し、2018年の時点で世界50カ国以上に展開を行っている。またシューズのほか、ヨーロッパの自動車産業をはじめとするメーカーのためにゴム製品を提供している。

## 歴史
- 1939年 - チェコを拠点とするバタ（英語版）の創業一族であるヤン・アントニン・バタ（英語版）が現在本社のあるパルチザンスケに工場を開業する [1] [2]。以後、西ヨーロッパ、中央ヨーロッパ、ソビエト連邦ほか各国にシューズを生産し供給する。
- 1986年 - 1988年開催のソウルオリンピックに参加するチェコスロバキアのチームのため、マラソンシューズを制作する。制作のテストにはチェコスロバキア発の金メダリストとなるヨゼフ・プリビリネチが参加する。
- 1989年 - ビロード革命により社会主義体制が崩壊し、工場が独立する。
- 1993年 - ビロード離婚によりチェコスロバキアが分裂。
- 2007年 - VULKAN社の傘下になる [3]。
- 2012年 - マドンナの実弟であるクリストファー・チッコーネとのコラボレーションモデルをロンドンファッションウィークで発表[4]。
- 2014年 - プレイ・コムデギャルソンとのコラボレーションを発表。日本ブランドとの初のコラボレーションとなる[5]。
- 2015年 - ロンドンを拠点とするマシュー・ミラー、デンマークのテキスタイルメーカーであるクヴァドラとのコラボレーションを発表 [6]。ウォルター・ヴァン・ベイレンドンクとのコラボレーションを発表[7]。
- 2016年 - 1986年にソウルオリンピックのために制作したマラソンシューズ（MARATHON）を復刻。ロンドンを拠点とするブランド、ユニバーサル・ワークスとのコラボレーションを発表 [8]。2017SSよりブランドの戦略・クリエイティブディレクションを東京を拠点とするクラインシュタインが行う [9]。
- 2017年 - シーズンコンセプトのヴィジュアルをスロバキアの写真家マーティン・コラー（英語版）が担当 [10]。コムデギャルソン・オムプリュスとのコラボレーションを発表[11]。80年代に本社工場で生産を行っていたテニスシューズをアップデートしたITOHモデルを発表。日本国内で公式ストアによるオンライン販売を開始 [12]。
- 2018年 - CDGとのコラボレーションを発表[13]。スウェーデンのアウトドアブランド、STUTTERHEIMとのコラボレーションを発表[14]。ニューヨークをベースとする、LANDLORD NEWYORKとのコラボレーション [15]。PETA（動物の倫理的扱いを求める人々の会）によりヴィーガンプロダクトのサプライヤーとしての認証を受ける[16]。
- 2019年 - アートディレクター 矢後直規とファッションデザイナー 堀内太郎と共にZIPAIR Tokyoのユニフォーム用のシューズを制作[17]。チェコのズリーンにあるシューズブランド FERNの工場を傘下に収める。社名をVULKAN PARTIZANKSE A.Sに変更。

- 2024年 - コム・デ・ギャルソン・ガールとのコラボレーションモデルを発表。

- 2025年 - Oasisのメンバーである ノエル・ギャラガーとのコラボレーションモデル、LONE STAR COLLECTIONを発表。ノエル・ギャラガーおよびリアム・ギャラガーがもともとノヴェスタを愛用していたことから実現した[18]。

## 特徴

### 製造方法
ヨーロッパでも数少ないバルカナイズド製法でのシューズ生産ができる工場として、各国のメーカーからのOEMを歴史的に手がけている 。社会主義時代に軍用靴、作業靴、レインブーツの生産を長く続けてきた結果、デザインにその特徴がある。

### 環境への配慮
合成皮革を用いるヴィーガンモデルを除き、全て天然素材で作られているのが特徴。近年では環境に配慮した生産方法でも注目を集めていると報道される。